# Skörsbo
Skörsbo är en ort i Västerlanda socken i Lilla Edets kommun i Västra Götalands län. Orten klassades som en småort till och med 1995